# La Boissière-en-Gâtine
La Boissière-en-Gâtine là một xã trong tỉnh Deux-Sèvres trong vùng Nouvelle-Aquitaine ở phía tây nước Pháp. Xã này nằm ở khu vực có độ cao trung bình 180 mét trên mực nước biển.